# 国際連合安全保障理事会決議の一覧 (2401-2500)
| 決議 | 日付           | 投票        | 備考                                                                    | 文書リンク              |
| --- | -------------- | ----------- | ----------------------------------------------------------------------- | ----------------------- |
| 2018年安全保障理事会理事国 · 中国 フランス ロシア イギリス アメリカ合衆国 · ボリビア コートジボワール エチオピア 赤道ギニア カザフスタン クウェート オランダ ペルー ポーランド スウェーデン   |                |             |                                                                         |                         |
| 2401 | 2018年2月24日  | 全会一致    | 中東情勢について（シリア内戦）                                          | 原文 ウィキソース(英語) |
| 2402 | 2018年2月26日  | 全会一致    | イエメンに対する制裁措置の更新                                          | 原文 ウィキソース(英語) |
| 2403 | 2018年2月28日  | 全会一致    | 国際司法裁判所補欠選挙の実施日                                          | 原文 ウィキソース(英語) |
| 2404 | 2018年2月28日  | 全会一致    | ギニア・ビサウ情勢について                                              | 原文 ウィキソース(英語) |
| 2405 | 2018年3月8日   | 全会一致    | アフガニスタン情勢について                                              | 原文 ウィキソース(英語) |
| 2406 | 2018年3月15日  | 全会一致    | スーダンおよび南スーダンに関する事務総長報告                            | 原文 ウィキソース(英語) |
| 2407 | 2018年3月21日  | 全会一致    | 核不拡散、北朝鮮                                                        | 原文 ウィキソース(英語) |
| 2408 | 2018年3月27日  | 全会一致    | ソマリア情勢について                                                    | 原文 ウィキソース(英語) |
| 2409 | 2018年3月27日  | 全会一致    | コンゴ民主共和国に関する情勢                                            | 原文 ウィキソース(英語) |
| 2410 | 2018年4月10日  | 採択 13-0-2 | ハイチに関する問題（国際連合ハイチ司法支援ミッション）                  | 原文 ウィキソース(英語) |
| 2411 | 2018年4月13日  | 全会一致    | スーダンおよび南スーダンに関する事務総長報告                            | 原文 ウィキソース(英語) |
| 2412 | 2018年4月23日  | 全会一致    | スーダンおよび南スーダンに関する事務総長報告                            | 原文 ウィキソース(英語) |
| 2413 | 2018年4月26日  | 全会一致    | 紛争後の平和構築                                                        | 原文 ウィキソース(英語) |
| 2414 | 2018年4月27日  | 採択 12-0-3 | 西サハラ情勢について                                                    | 原文 ウィキソース(英語) |
| 2415 | 2018年5月15日  | 全会一致    | ソマリア情勢について                                                    | 原文 ウィキソース(英語) |
| 2416 | 2018年5月15日  | 全会一致    | スーダンおよび南スーダンに関する事務総長報告                            | 原文 ウィキソース(英語) |
| 2417 | 2018年5月24日  | 全会一致    | 武力紛争における市民の保護                                              | 原文 ウィキソース(英語) |
| 2418 | 2018年5月31日  | 採択 9-0-6  | スーダンおよび南スーダンに関する事務総長報告                            | 原文 ウィキソース(英語) |
| 2419 | 2018年6月6日   | 全会一致    | 国際平和の安全と維持                                                    | 原文 ウィキソース(英語) |
| 2420 | 2018年6月11日  | 全会一致    | リビア情勢について                                                      | 原文 ウィキソース(英語) |
| 2421 | 2018年6月14日  | 全会一致    | イラクに関する情勢について                                              | 原文 ウィキソース(英語) |
| 2422 | 2018年6月27日  | 採択 14-0-1 | 刑事裁判のための国際的な未解決のメカニズム                              | 原文 ウィキソース(英語) |
| 2423 | 2018年6月28日  | 全会一致    | マリ情勢について                                                        | 原文 ウィキソース(英語) |
| 2424 | 2018年6月29日  | 全会一致    | コンゴ民主共和国に関する情勢                                            | 原文 ウィキソース(英語) |
| 2425 | 2018年6月29日  | 全会一致    | スーダンおよび南スーダンに関する事務総長報告                            | 原文 ウィキソース(英語) |
| 2426 | 2018年6月29日  | 全会一致    | 中東情勢について                                                        | 原文 ウィキソース(英語) |
| 2427 | 2018年7月9日   | 全会一致    | 武力紛争と子供たち                                                      | 原文 ウィキソース(英語) |
| 2428 | 2018年7月13日  | 採択 9-0-6  | スーダンおよび南スーダンに関する事務総長報告                            | 原文 ウィキソース(英語) |
| 2429 | 2018年7月13日  | 全会一致    | スーダンおよび南スーダンに関する事務総長報告                            | 原文 ウィキソース(英語) |
| 2430 | 2018年7月26日  | 全会一致    | 国際連合キプロス平和維持軍の期限を2019年1月31日まで延長（キプロス情勢） | 原文 ウィキソース(英語) |
| 2431 | 2018年7月30日  | 全会一致    | アフリカ連合ソマリア平和維持部隊の期限を2019年5月31日まで延長           | 原文 ウィキソース(英語) |
| 2432 | 2018年8月30日  | 全会一致    | マリ情勢について                                                        | 原文 ウィキソース(英語) |
| 2433 | 2018年8月30日  | 全会一致    | 国際連合レバノン暫定駐留軍の期限延長                                    | 原文 ウィキソース(英語) |
| 2434 | 2018年9月13日  | 全会一致    | 国際連合リビア支援ミッションの期限延長                                  | 原文 ウィキソース(英語) |
| 2435 | 2018年9月13日  | 全会一致    | 国際連合コロンビア検証ミッションの期限延長                              | 原文 ウィキソース(英語) |
| 2436 | 2018年9月21日  | 全会一致    | 国際連合平和維持活動                                                    | 原文 ウィキソース(英語) |
| 2437 | 2018年10月3日  | 全会一致    | 国際平和の安全と維持                                                    | 原文 ウィキソース(英語) |
| 2438 | 2018年10月11日 | 全会一致    | スーダンおよび南スーダンに関する事務総長報告                            | 原文 ウィキソース(英語) |
| 2439 | 2018年10月30日 | 全会一致    | コンゴ民主共和国に関する情勢                                            | 原文 ウィキソース(英語) |
| 2440 | 2018年10月31日 | 採択 12-0-3 | 西サハラ情勢について                                                    | 原文 ウィキソース(英語) |
| 2441 | 2018年11月5日  | 採択 13-0-2 | リビア情勢について                                                      | 原文 ウィキソース(英語) |
| 2442 | 2018年11月6日  | 全会一致    | ソマリア情勢について                                                    | 原文 ウィキソース(英語) |
| 2443 | 2018年11月6日  | 全会一致    | ボスニア・ヘルツェゴビナ情勢について                                    | 原文 ウィキソース(英語) |
| 2444 | 2018年11月14日 | 全会一致    | ソマリア情勢について                                                    | 原文 ウィキソース(英語) |
| 2445 | 2018年11月15日 | 全会一致    | スーダンおよび南スーダンに関する事務総長報告                            | 原文 ウィキソース(英語) |
| 2446 | 2018年11月15日 | 全会一致    | 国際連合中央アフリカ多面的統合安定化ミッションの期限延長                | 原文 ウィキソース(英語) |
| 2447 | 2018年12月13日 | 全会一致    | 国際連合平和維持活動                                                    | 原文 ウィキソース(英語) |
| 2448 | 2018年12月13日 | 採択 13-0-2 | 中央アフリカ共和国情勢について                                          | 原文 ウィキソース(英語) |
| 2449 | 2018年12月13日 | 採択 13-0-2 | 中東情勢について                                                        | 原文 ウィキソース(英語) |
| 2450 | 2018年12月21日 | 全会一致    | 国際連合兵力引き離し監視軍の期限延長                                    | 原文 ウィキソース(英語) |
| 2451 | 2018年12月21日 | 全会一致    | 中東情勢について                                                        | 原文 ウィキソース(英語) |
| 2019年安全保障理事会理事国 中国 フランス ロシア イギリス アメリカ合衆国 ベルギー コートジボワール ドイツ 赤道ギニア ドミニカ共和国 インドネシア クウェート ペルー ポーランド 南アフリカ共和国 |                |             |                                                                         |                         |
| 2452 | 2019年1月16日  | 2019        | 国際連合フダイダ協定支援ミッションの設立                                | 原文 ウィキソース(英語) |
| 2453 | 2019年1月30日  | 全会一致    | キプロス情勢について                                                    | 原文 ウィキソース(英語) |
| 2454 | 2019年1月31日  | 全会一致    | 中央アフリカ共和国情勢について                                          | 原文 ウィキソース(英語) |
| 2455 | 2019年2月7日   | 全会一致    | スーダンおよび南スーダンに関する事務総長報告                            | 原文 ウィキソース(英語) |
| 2456 | 2019年2月26日  | 全会一致    | イエメン情勢について                                                    | 原文 ウィキソース(英語) |
| 2457 | 2019年2月27日  | 全会一致    | 国際平和と安全を維持する上での国際連合と地域及び準地域機関との協力      | 原文 ウィキソース(英語) |
| 2458 | 2019年2月28日  | 全会一致    | ギニアビサウ情勢について                                                | 原文 ウィキソース(英語) |
| 2459 | 2019年3月15日  | 採択 14-0-1 | スーダンおよび南スーダンに関する事務総長報告                            | 原文 ウィキソース(英語) |
| 2460 | 2019年3月15日  | 全会一致    | アフガニスタン情勢について                                              | 原文 ウィキソース(英語) |
| 2461 | 2019年3月27日  | 全会一致    | ソマリア情勢について                                                    | 原文 ウィキソース(英語) |
| 2462 | 2019年3月28日  | 全会一致    | テロ行為による国際平和と安全への脅威                                    | 原文 ウィキソース(英語) |
| 2463 | 2019年3月29日  | 全会一致    | コンゴ民主共和国に関する情勢                                            | 原文 ウィキソース(英語) |
| 2464 | 2019年4月10日  | 全会一致    | 核不拡散、北朝鮮                                                        | 原文 ウィキソース(英語) |
| 2465 | 2019年4月12日  | 全会一致    | スーダンおよび南スーダンに関する事務総長報告                            | 原文 ウィキソース(英語) |
| 2466 | 2019年4月12日  | 採択 13-0-2 | ハイチに関する問題                                                      | 原文 ウィキソース(英語) |
| 2467 | 2019年4月23日  | 採択 13-0-2 | 女性と平和と安全                                                        | 原文 ウィキソース(英語) |
| 2468 | 2019年4月30日  | 採択 13-0-2 | 西サハラ情勢について                                                    | 原文 ウィキソース(英語) |
| 2469 | 2019年5月14日  | 全会一致    | スーダンおよび南スーダンに関する事務総長報告                            | 原文 ウィキソース(英語) |
| 2470 | 2019年5月21日  | 全会一致    | イラク情勢について                                                      | 原文 ウィキソース(英語) |
| 2471 | 2019年5月31日  | 採択 10-0-5 | スーダンおよび南スーダンに関する事務総長報告                            | 原文 ウィキソース(英語) |
| 2472 | 2019年5月31日  | 全会一致    | ソマリア情勢について                                                    | 原文 ウィキソース(英語) |
| 2473 | 2019年6月10日  | 全会一致    | リビア情勢について                                                      | 原文 ウィキソース(英語) |
| 2474 | 2019年6月11日  | 全会一致    | 武力紛争における市民の保護、武力紛争における行方不明者                  | 原文 ウィキソース(英語) |
| 2475 | 2019年6月20日  | 全会一致    | 武力紛争における市民の保護                                              | 原文 ウィキソース(英語) |
| 2476 | 2019年6月25日  | 採択 13-0-2 | ハイチに関する問題                                                      | 原文 ウィキソース(英語) |
| 2477 | 2019年6月26日  | 全会一致    | 中東情勢について                                                        | 原文 ウィキソース(英語) |
| 2478 | 2019年6月26日  | 全会一致    | コンゴ民主共和国に関する情勢                                            | 原文 ウィキソース(英語) |
| 2479 | 2019年6月27日  | 全会一致    | スーダンおよび南スーダンに関する事務総長報告                            | 原文 ウィキソース(英語) |
| 2480 | 2019年6月28日  | 全会一致    | マリ情勢について                                                        | 原文 ウィキソース(英語) |
| 2481 | 2019年7月15日  | 全会一致    | 中東情勢について                                                        | 原文 ウィキソース(英語) |
| 2482 | 2019年7月19日  | 全会一致    | 国際平和と安全に対する脅威                                              | 原文 ウィキソース(英語) |
| 2483 | 2019年7月25日  | 全会一致    | キプロス情勢について                                                    | 原文 ウィキソース(英語) |
| 2484 | 2019年8月29日  | 全会一致    | マリ情勢について                                                        | 原文 ウィキソース(英語) |
| 2485 | 2019年8月29日  | 全会一致    | 中東情勢について                                                        | 原文 ウィキソース(英語) |
| 2486 | 2019年9月12日  | 全会一致    | リビア情勢について                                                      | 原文 ウィキソース(英語) |
| 2487 | 2019年9月12日  | 全会一致    | 国際連合コロンビア検証ミッションの期限延長                              | 原文 ウィキソース(英語) |
| 2488 | 2019年9月12日  | 全会一致    | 中央アフリカ共和国情勢について                                          | 原文 ウィキソース(英語) |
| 2489 | 2019年9月17日  | 全会一致    | アフガニスタン情勢について                                              | 原文 ウィキソース(英語) |
| 2490 | 2019年9月20日  | 全会一致    | 国際平和と安全に対する脅威                                              | 原文 ウィキソース(英語) |
| 2491 | 2019年10月3日  | 全会一致    | 国際平和と安全の維持                                                    | 原文 ウィキソース(英語) |
| 2492 | 2019年10月15日 | 全会一致    | スーダンおよび南スーダンに関する事務総長報告                            | 原文 ウィキソース(英語) |
| 2493 | 2019年10月29日 | 全会一致    | 女性と平和と安全                                                        | 原文 ウィキソース(英語) |
| 2494 | 2019年10月30日 | 採択 13-0-2 | 西サハラに関する情勢                                                    | 原文 ウィキソース(英語) |
| 2495 | 2019年10月31日 | 全会一致    | スーダンおよび南スーダンに関する事務総長報告                            | 原文 ウィキソース(英語) |
| 2496 | 2019年11月5日  | 全会一致    | ボスニア・ヘルツェゴビナ情勢について                                    | 原文 ウィキソース(英語) |
| 2497 | 2019年11月14日 | 全会一致    | スーダンおよび南スーダンに関する事務総長報告                            | 原文 ウィキソース(英語) |
| 2498 | 2019年11月15日 | 採択 12-0-3 | ソマリア情勢について                                                    | 原文 ウィキソース(英語) |
| 2499 | 2019年11月15日 | 全会一致    | 国際連合中央アフリカ多面的統合安定化ミッションの期限延長                | 原文 ウィキソース(英語) |
| 2500 | 2019年12月4日  | 全会一致    | ソマリア情勢について                                                    | 原文 ウィキソース(英語) |